# Ceftibuteno
Ceftibuteno é um fármaco antibiótico semi-sintético da classe das cefalosporinas de terceira geração, administrado via oral. É indicado em otites médias, faringites, infecções urinárias e respiratórias. É um agente ativo contra Haemophilus influenzae, Moraxella catarrhalis, Escherichia coli (K. pneumoniae, K. oxytoca), Proteus vulgaris, P. mirabils, P. providence, Salmonella sp., Shigella sp., Enterobacter sp. e Streptococcus sp.

## Mecanismo de ação
O ceftibuteno tem a propriedade de inibir a construção da parede celular das bactérias, ocasionando assim, lise da bactéria. Isso ocorre pois o fármaco consegue ligar-se a proteínas ligadoras da penicilina, proporcionando a parada da rota final da transpeptidação da síntese de peptideoglicanos.

## Posologia
O tratamento com antibióticos orais costuma estar compreendido em administrações que durem entre 5 e 10 dias, devido a resistência que pode ser criada pelas bactérias, devido ao antibiótico. A posologia indicada pelo Infarmed é de 400 mg em dose única diária para adultos e de para crianças maiores de 6 meses 9 mg/kg/dia. Existem outros esquemas terapêuticos que são determinados pelos médicos de acordo com as condições do paciente. Usualmente, pessoas com insuficiência renal tem sua dose reajustada.

## Reações adversas
O medicamento geralmente é bem tolerado pela maioria dos pacientes, apresenta contudo algumas reações adversas de origem gastrintestinal. Raramente produz alterações em exames laboratoriais.